# Avelesges
Avelesges település Franciaországban, Somme megyében. Lakosainak száma 51 fő (2022. január 1.). Avelesges Aumont, Belloy-Saint-Léonard, Hornoy-le-Bourg, Méricourt-en-Vimeu és Warlus községekkel határos.

## Népesség
A település népességének változása:
| Lakosok száma | 54   | 59   | 58   | 57   | 56   | 55   | 54   | 53   | 51   |
|               | 2013 | 2015 | 2016 | 2017 | 2018 | 2019 | 2020 | 2021 | 2022 |